# Termoelektrana
Termoelektrana (en cyrillique : Термоелектрана) est un village de Bosnie-Herzégovine. Il est situé dans la municipalité de Kakanj, dans le canton de Zenica-Doboj et dans la fédération de Bosnie-et-Herzégovine. Selon les premiers résultats du recensement bosnien de 2013, il compte 132 habitants.
Avant 1991, le village était rattaché à la localité de Kujavče ; depuis 1991, il est recensé comme une entité administrative à part entière.

## Démographie

### Évolution historique de la population
| 1948 | 1953 | 1961 | 1971 | 1981 | 1991 | 2013 |
| ---- | ---- | ---- | ---- | ---- | ---- | ---- |
| -    | -    | -    | -    | -    | 202  | 132  |

|  |

### Communauté locale
En 1991, la communauté locale de Termoelektrana comptait 1 041 habitants, répartis de la manière suivante :